# Helmut Westphal
Helmut Westphal (* 1928; † 23. Oktober 2010) war ein deutscher Sporthistoriker und Hochschullehrer.

## Leben
Westphal studierte an der Deutschen Hochschule für Körperkultur (DHfK) in Leipzig. Seine Habilitation wurde 1963 an der Pädagogischen Hochschule Potsdam angenommen, der Titel Arbeit lautete „Die Politik der herrschenden Klassen zur Militarisierung der deutschen Körperkultur in Westdeutschland“. Westphal war bis 1988 an der Pädagogischen Hochschule Potsdam als Professor für Theorie der Körperkultur und Sportgeschichte tätig.
Westphal befasste sich unter anderem aus sportgeschichtlicher und sportpolitischer Hinsicht mit den Olympischen Spielen, kulturtheoretischen Positionen zu Körperkultur und Sport, dem Begriff einer sozialistischen Körperkultur und der Rolle des Sports bei der Herausbildung des Sozialismus in der Deutschen Demokratischen Republik.